# Équipe du Sénégal de football
Cet article traite de l'équipe masculine. Pour l'équipe féminine, voir Équipe du Sénégal de football féminin .
Maillots
Actualités
L'équipe du Sénégal de football, créée en 1961, est constituée par une sélection des meilleurs joueurs sénégalais, sous l'égide de la Fédération sénégalaise de football.

## Histoire

### Les débuts du Sénégal après l'indépendance
Le Sénégal proclame officiellement son indépendance vis-à-vis de la France le 20 juin 1960, à la suite des accords du 4 avril 1960. La fédération sénégalaise de football (FSF) est fondée en 1960. Le premier match officiel du Sénégal a lieu le 31 décembre 1961, à l’extérieur, contre le Dahomey (actuel Bénin) et se conclut par la défaite sénégalaise 2 buts à 3. La fédération sénégalaise de football (FSF) est affiliée à la FIFA depuis 1962 et est membre de la Confédération africaine de football depuis 1963. Le Sénégal ne se qualifie à aucune Coupe du monde durant cette période, mais participe trois fois à la Coupe d'Afrique des Nations 1965 (4e place) 1968 et 1986, élimination au premier tour.
Le Sénégal remporte les Jeux de l'Amitié en 1963.

### Les années 1990
Durant cette période, le Sénégal ne parvient pas se qualifier pour une Coupe du monde, mais réussit à se qualifier à quatre des six éditions de la CAN, ne ratant que les éditions de 1996 et 1998. En 1990, il réussit pour la première fois à passer le premier tour, en terminant deuxième du groupe. Il s'y incline en demi-finale contre l'Algérie (1-2) puis en petite finale contre la Zambie (0-1). En 1992, le Sénégal organise la compétition. Au premier tour, l'équipe sénégalaise termine deuxième de son groupe avant d'être battu en quart de finale par le Cameroun. En 1994, elle termine deuxième de son groupe et perd en quart de finale contre la Zambie (1-0). En 2000, le scénario se répète pour la troisième fois : elle termine deuxième du groupe, et s'incline en quart de finale contre le Nigeria (2-1).

### 2002, l'année du Sénégal
Sous les rênes de l'entraîneur français, Bruno Metsu, l'équipe du Sénégal se fait connaître, cette année-là, au niveau international.
En janvier, le Sénégal perd en finale de la Coupe d'Afrique face au Cameroun aux tirs au but 2-3 après 120 minutes de jeu soldées par un match nul vierge. Durant la compétition, Les Lions de la Téranga avaient battu l'Égypte (1-0), la Zambie (1-0), la Tunisie (0-0), la République démocratique du Congo en quart de finale (2-0) et le Nigeria en demi-finale (2-1 après prolongations). Ce résultat constitue la meilleure performance sénégalaise dans cette compétition.
Après des éliminatoires brillants, le Sénégal se qualifie pour sa première Coupe du monde en éliminant notamment le Maroc, l'Égypte et l'Algérie. Durant ces éliminatoires, la star nationale El-Hadji Diouf, termine second meilleur buteur avec 9 buts.
L'équipe du Sénégal connaît pendant cette compétition son heure de gloire en atteignant les quarts de finale. Elle bat en match d'ouverture la France championne du monde en titre (1-0, but de Papa Bouba Diop), puis fait match nul contre le Danemark (1-1, but de Salif Diao) et l'Uruguay (3-3, but de Khalilou Fadiga et 2 buts de Papa Bouba Diop après avoir mené 3-0. La France éliminée, beaucoup de Français supportent le Sénégal car 22 des 23 Sénégalais évoluent en France. En 8e de finale, elle bat la Suède (2-1, doublé de Henri Camara dont une égalisation et un but en or). Arrivés en quarts de finale, elle ne peut rien faire face aux Turcs et s'incline 1 à 0, sur un but en or de Ilhan Mansiz, encaissé quatre minutes après le début des prolongations. La star offensive des Lions de la Téranga, El Hadji Diouf, termine parmi des meilleurs joueurs de ce tournoi.
Avec cette Coupe du monde, le Sénégal remplit son objectif et s'inscrit définitivement sur la carte du football mondial. La victoire contre la France, favorite de la compétition, ainsi que la qualification face à la Suède sont les faits les plus marquants de ces quelques semaines. De grands clubs européens s'intéressent aux meilleurs joueurs sénégalais (El-Hadji Diouf ira à Liverpool FC avec son compatriote Salif Diao et Fadiga rejoindra l'Inter de Milan).

### L'après 2002 (2002-2007)
Avec de son nouveau statut, le Sénégal est attendu à l'aube de disputer la CAN 2004 en Tunisie. Il termine une nouvelle fois deuxième de son groupe, puis doit s’incliner en quarts de finale contre le pays organisateur sur le score de 1-0.
Les Lions de la Téranga sont finalistes des 5e Jeux de la Francophonie en 2005.
Il termine deuxième de son groupe de qualification, à deux points du Togo, et ne se qualifie pas pour la Coupe du monde 2006. Ce classement lui permet néanmoins de se qualifier pour la CAN 2006. Il termine quatrième de cette même compétition après une défaite 2 à 1 face aux futurs vainqueurs Égyptiens.

### La crise chez les Lions (2007-2010)

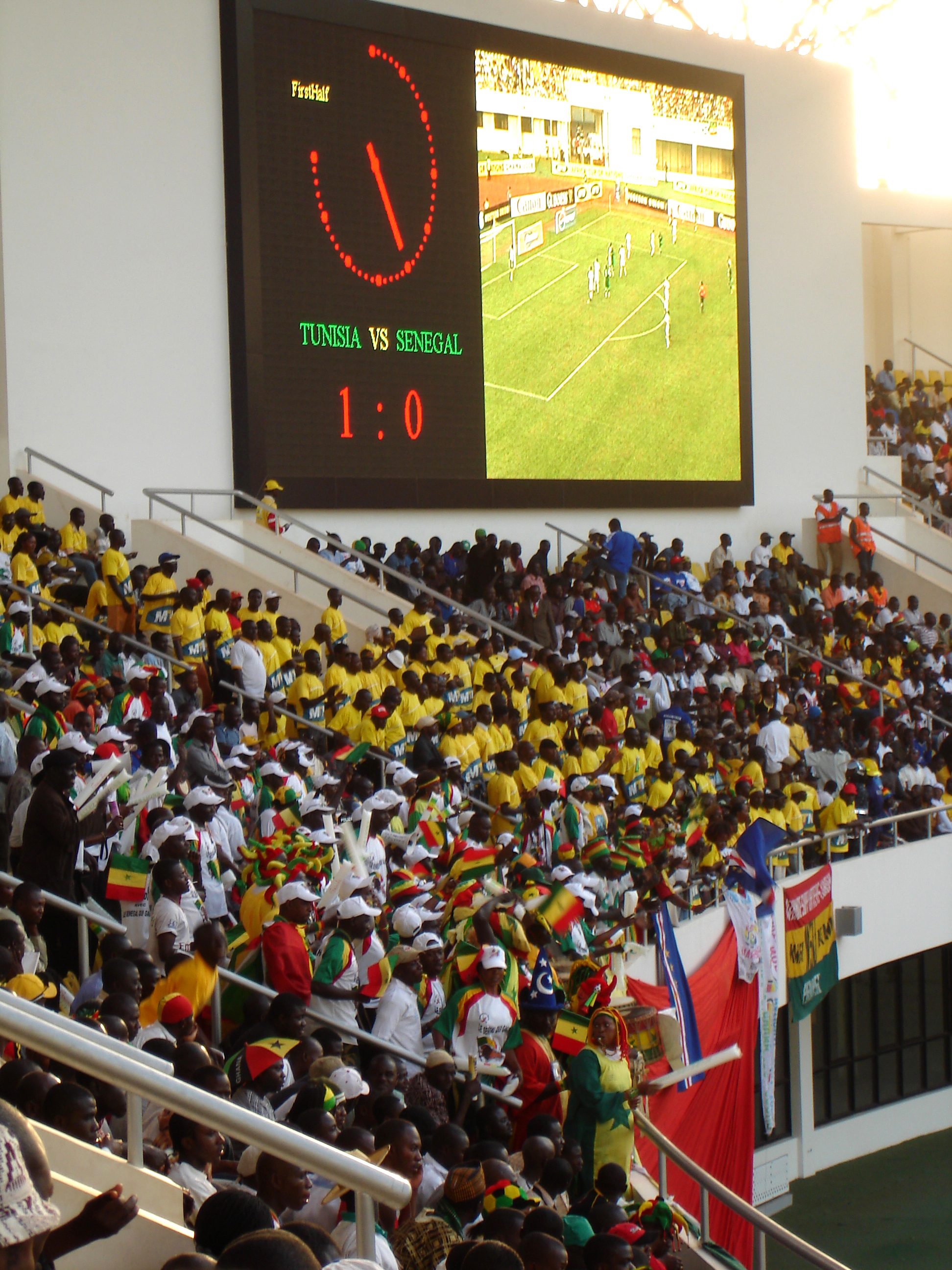
Supporters sénégalais lors du match contre la Tunisie (CAN 2008)

Le Sénégal rate complètement la CAN 2008, en faisant deux matchs nuls contre la Tunisie (2-2) et contre l’Afrique du Sud (1-1) et une défaite contre l’Angola (1-3). Cela constitue avec l’élimination du Maroc, une des plus grosses surprises de la CAN. Le Sénégal change de sélectionneur en plein milieu de la compétition et le sélectionneur devient Lamine N'Diaye.
Le Sénégal se trouve dans un groupe très abordable pour le deuxième tour qualificatif pour la Coupe du monde et la CAN 2010 (Algérie, Gambie, Liberia). Il joue un match capital en Algérie le 5 septembre 2008, marque le premier but, mais encaissent trois buts en douze minutes, avant de réduire le score en fin de match (3-2). Ce résultat met le Sénégal sous pression.
Tout autre résultat qu'une victoire lors du dernier match contre la Gambie l'éliminerait. Le sélectionneur Lamine N'Diaye doit, sous la pression populaire, faire des changements et les noms de Niang, Khalilou Fadiga et Diawara - non sélectionnés jusqu'alors - sont souvent nommés. Le 11 octobre, Khalilou Fadiga est aligné et le Sénégal marque à la 65e minute par Kader Mangane. Mais les Gambiens poussent, et égalisent à cinq minutes de la fin (score final 1-1). Les supporters tristes et furieux de l'élimination manifestent autour du Stade Léopold Sédar Senghor, dont les environs sont couverts de fumée. Les joueurs sénégalais et gambiens restent enfermés dans les vestiaires, de peur de subir la colère des supporters. Lamine N'Diaye annule sa conférence de presse. Le groupement mobile d’intervention contient difficilement les jeunes qui refusent de quitter les lieux, et attendent joueurs et staff technique pour leur lancer des pierres. Le Sénégal ne se qualifie pas pour le troisième tour. C'est la fin d'une génération qui avait brillé en 2002 avec dans ses rangs El-Hadji Diouf, Henri Camara, Khalilou Fadiga, Salif Diao, Habib Beye, Tony Sylva entre autres. N'Diaye est démis de ses fonctions et Amara Traoré devient le 15 décembre 2009 nouveau sélectionneur.

### Une génération de la renaissance, mais qui peine à confirmer (2010-2016)
Le Sénégal commence l'année 2010 sous l'ère Traoré par six victoires et une défaite. Il partage sa poule éliminatoire pour la CAN 2012 avec le Cameroun, la République démocratique du Congo et l'île Maurice et réussit une bonne entrée en matière, dans un groupe considéré difficile, en battant la RD Congo (4-2) à Lubumbashi, avec un triplé de son capitaine Mamadou Niang. Un mois plus tard, le 9 octobre 2010, à Dakar dans l'antre de Léopold Sédar Senghor, les Sénégalais battent l'Île Maurice par le plus large score de leur histoire (7-0 dont un triplé de Papiss Cissé et un doublé de Niang). Le 26 mars 2011, le Sénégal bat le Cameroun sur le score de 1 but à 0 avec un but Demba Ba à la 91e minute sur un centre de Issiar Dia. Il termine en première position de son groupe avec 16 points sur 18 possibles et seulement 2 buts encaissés. L'équipe fait partie des favoris de cette compétition avec des joueurs tels que Moussa Sow (meilleur buteur de la Ligue 1), Papiss Cissé (second meilleur buteur de Bundesliga), Mamadou Niang, Demba Ba, Issiar Dia (champion de Turquie) mais aussi des rocs défensifs tels que Cheikh M'Bengue, Souleymane Diawara, Kader Mangane, Lamine Gassama ou Armand Traoré.
Pendant la compétition, les Sénégalais sont éliminés dès le premier tour après trois défaites sur autant de matchs (face à la Zambie, à la Guinée-Équatoriale et la Libye). Amara Traoré est limogé à la suite de cette énorme désillusion.
Le 9 janvier 2013, Alain Giresse est nommé sélectionneur. En octobre, le Sénégal loupe la qualification pour la Coupe du monde de football 2014 lors du dernier tour, en match aller-retour face à la Côte d'Ivoire (3-1; 1-1).

### L'âge d'or (depuis 2017)
Le Sénégal obtient sa qualification en novembre 2014 pour la CAN 2015. C'est mené par Alain Giresse que les Lions débutent la compétition. Ils tombent dans un groupe compliqué, en compagnie du Ghana, de l'Algérie et de l'Afrique du Sud. Malgré une blessure qui prive la vedette Sadio Mané du premier match, Les Lions l'emportent par une victoire sur les Ghanéens (2-1) et enchaînent par un nul contre l'Afrique du Sud (1-1), ils s'inclinent face aux Fennecs (0-2) et sont ainsi éliminés dès le premier tour. Peu populaire auprès du public sénégalais et victime d'une véritable cabale par une partie de la presse, le sélectionneur Alain Giresse décide de ne pas renouveler son contrat auprès des Lions de la Teranga.
En 2017, le Sénégal, qualifié pour la CAN, se retrouve dans le groupe B à nouveau avec l'Algérie ainsi que la Tunisie et le Zimbabwe. Il sort cette fois-ci en tête de son groupe grâce aux victoires contre les Tunisiens (2-0) et les Zimbabwéens (2-0) puis au match nul contre les Algériens (2-2). En quart de finale, les Sénégalais poussent le Cameroun aux tirs au but mais doivent s'incliner (0-0, 4-5 TAB).
Durant cette période ont aussi débuté les Éliminatoires de la Coupe du monde 2018. Après avoir passé sans problème le deuxième tour face au modeste Madagascar (2-2 ; 3-0). Les Lions se retrouvent dans un groupe avec le Cap Vert, l'Afrique du Sud, le Burkina Faso. Ils obtiennent leur ticket pour la Russie après une victoire au Cap-Vert (2-0) en octobre 2017 et retrouvent ainsi un mondial, 16 ans après la Coupe du monde 2002.
Pour son deuxième mondial, le Sénégal tombe dans le groupe H avec la Pologne, la Colombie et le Japon. Dans ce groupe très ouvert, les Lions ont toutes leurs chances, menés entre autres par un des meilleurs joueurs de Premier League, le Liverpuldien Sadio Mané. Ils réussissent leur entrée et battent la Pologne (2-1). Alors qu'ils mènent deux fois au score, ils se font rattraper par les Japonais lors du deuxième match (score final 2-2). C'est à égalité parfaite que Japonais et Sénégalais attaquent la dernière journée, respectivement face à la Pologne et la Colombie. Les Sénégalais ont reçu deux cartons jaunes de plus que les Japonais et sont donc dépassés au classement en raison du fair-play. Les deux équipes perdent 1-0, et se retrouve donc dans une situation inédite, puisque pour la première fois, deux équipes sont départagées au fair-play (cette règle n'existait pas lors des Coupes du monde précédentes). Le Sénégal n'est ainsi pas qualifié pour le tour suivant.

#### CAN 2019
Lors de la Coupe d'Afrique des nations 2019, qui s'est déroulée en Égypte du 21 juin au 19 juillet, l'équipe du Sénégal entraîné par Aliou Cissé finira 2e de son groupe.
Après s'être imposée successivement 1-0 en 8e de finale face à l'Ouganda, puis 1-0 en quart de finale face au Bénin et enfin 1-0 en demi-finale face à la Tunisie, la sélection sénégalaise s'inclinera 1-0 en finale face à l'Algérie.

#### Première victoire à la CAN en 2021
Quelques jours avant le début de la CAN 2021, le président Macky Sall met la pression sur l'équipe nationale, annoncée comme l'une des favorites de la phase finale de la compétition jouée au Cameroun : "Cette fois-ci, je ne parle pas de finale mais de coupe (...) Vous pouvez le faire. Vous êtes les meilleurs aux plans tactique, technique et qualitatif".
Sans briller, les sénégalais parviennent à se qualifier pour les huitièmes de finale en finissant premiers de leur groupe. Lors de la phase à élimination directe, l'équipe monte en puissance et élimine respectivement le Cap-Vert, la Guinée Equatoriale et le Burkina Faso. Face à l'Égypte en finale, ils parviennent à battre l'équipe adverse aux tirs au but et remportent ainsi leur première CAN.

#### Coupe du monde 2022 au Qatar
Les Sénégalais se qualifient dans la difficile zone Afrique pour la Coupe du monde 2022 en éliminant les égyptiens de Mohamed Salah en matchs aller retour.
En tour final au Qatar, ils sont battus par les Pays-Bas lors du premier match de poule. Les Lions réussissent à battre en deuxième rencontre 3 buts à 1 l'équipe du Qatar, avec des buts de Boulaye Dia, Famara Diedhiou et Bamba Dieng, et une défense bien pilotée par un brillant Edouard Mendy. Lors du troisième match décisif a la qualification en huitièmes de finale de la Coupe du Monde 2022, les Lions l'emportent 2 buts à 1 grâce notamment à des buts de Ismaïla Sarr et de son capitaine Kalidou Koulibaly. Ils affrontent en huitièmes de finale l'équipe d'Angleterre et s'inclinent malheureusement 3 buts à 0 lors d'un match mal géré de la part des Lions et des grosses occasions manquées de la part de Boulaye Dia et de Ismaïla Sarr.

#### Championnat d'Afrique des Nations 2022 et sommet du football africain
Le CHAN 2022 était organisé en Algérie. Les Sénégalais faisaient partis du groupe B composé de la Côte d'Ivoire, de l'Ouganda et de la République Démocratique du Congo. Après un bilan de deux victoires et une défaite lors de la phase de groupes, les Lions de la Teranga ont affronté la Mauritanie en quart de finale de la compétition (victoire 1-0). Ils ont ensuite récidivé en demi-finale du tournoi face à Madagascar. Lors de la finale du Championnat d'Afrique des Nations, ils affrontaient l'Algérie, qui jouait devant ses supporters. Après un match nul 0-0 au bout du temps réglementaire et à l'issue de la prolongation, les Lions de la Teranga ont remporté le titre après la séance de tirs au but sur le score de 5-4. Les Lions de la Teranga triomphent dans les catégories jeunes en remportant la Coupe d'Afrique des nations des moins de 17 ans et celle des moins de 20 ans. Annoncé comme grand favori lors de la CAN 2023, les hommes d'Aliou Cissé après avoir dominé un groupe devant le Cameroun, la Guinée et la Gambie prennent la porte aux tirs au but en 8es de finale contre la Côte d'Ivoire pays hôte. 

## Tenues et symboles

### Maillot et équipementiers
| Kit providence | Période   |
| Adidas         | 1980–2000 |
| Erreà          | 2000–2002 |
| Le Coq Sportif | 2002–2004 |
| Puma           | 2004–2016 |
| Romai          | 2017-2018 |
| Puma           | 2018-     |

### Surnom
Les Sénégalais n'appellent pas leur équipe nationale « Les Lions de la Téranga », mais plutôt « Les Lions » tout court, au contraire du Cameroun (Lions indomptables) et du Maroc (Lions de l'Atlas). L'expression « Lions de la Téranga » a été utilisée par la presse étrangère, à partir du début des années 2000, période qui correspond à un passage au premier plan de l'équipe nationale sur la scène africaine et internationale après une décennie 90 très morose. L'ajout du mot « Téranga » — qui veut dire « hospitalité » en Wolof et en Sérère — vient probablement du slogan utilisé pour les campagnes de promotions touristiques « Le Sénégal, pays de la Téranga » (slogan très connu à l'étranger), et que les Sénégalais utilisent eux-mêmes pour parler de leur pays. D'ailleurs lors des compétitions africaines d'avant 2000, les commentateurs sportifs étrangers utilisaient l'expression « Les Lions du Sénégal ». Aujourd'hui encore, ni la presse écrite nationale, ni les sites internet sénégalais les plus connus (Seneweb, Rewmi, etc.), ni les supporteurs Sénégalais n'utilisent l'expression « Lions de la Téranga ». Ils désignent leur équipe nationale par l'expression « Les Lions » ou « Les Lions du Sénégal. » La fédération sénégalaise de football a dernièrement choisi l'appellation « Mbarodi », qui signifie lion en langue peule, pour désigner l'équipe nationale du Sénégal en vue de la CAN 2008.
Toutefois depuis un certain temps, le surnom Lions de la Teranga est devenu très apprécié.

## Palmarès
| Compétitions mondiales                                    | Compétitions continentales | Compétitions régionales |
| --------------------------------------------------------- | --- | --- |
| - Coupe du monde de la FIFA - Quart de finaliste en 2002. | - Coupe d'Afrique des nations (1) - Vainqueur en 2021. - Finaliste en 2002 et 2019. - Championnat d'Afrique des nations de football (1) - Vainqueur en 2023 | - Jeux de l'Amitié (1) - Vainqueur en 1963. - Coupe des nations de l'UFOA (1) - Vainqueur en 2019. - Finaliste en 2010 et 2013. - Coupe COSAFA (Invité) - Finaliste en 2021 troisième en 2022 |

### Classement FIFA
En novembre 2021, le Sénégal est la première nation africaine au classement FIFA pour le 36e mois d'affilée, ce qui constitue un record. Il occupe la 20e place mondiale fin 2021. Après avoir remporté la Coupe d'Afrique des Nations, le Sénégal remonte à la 18e au classement FIFA.
| Année                 | 1993 | 1994 | 1995 | 1996 | 1997 | 1998 | 1999 | 2000 | 2001 | 2002 | 2003 | 2004 | 2005 | 2006 | 2007 |
| --------------------- | ---- | ---- | ---- | ---- | ---- | ---- | ---- | ---- | ---- | ---- | ---- | ---- | ---- | ---- | ---- |
| Classement mondial    | 56   | 50   | 47   | 58   | 85   | 95   | 79   | 88   | 65   | 27   | 33   | 31   | 30   | 41   | 38   |
| Classement en Afrique | 11   | 9    | 10   | 11   | 20   | 23   | 16   | 19   | 11   | 2    | 3    | 3    | 4    | 10   | 5    |

| Année                 | 2008 | 2009 | 2010 | 2011 | 2012 | 2013 | 2014 | 2015 | 2016 | 2017 | 2018 | 2019 | 2020 | 2021 | 2022 | 2023 | 2024 | 2025 |
| --------------------- | ---- | ---- | ---- | ---- | ---- | ---- | ---- | ---- | ---- | ---- | ---- | ---- | ---- | ---- | ---- | ---- | ---- | ---- |
| Classement mondial    | 50   | 89   | 70   | 44   | 77   | 65   | 35   | 44   | 33   | 23   | 23   | 20   | 20   | 20   | 19   | 20   | 17   | 17   |
| Classement en Afrique | 10   | 19   | 14   | 6    | 19   | 14   | 4    | 6    | 1    | 1    | 1    | 1    | 1    | 1    | 2    | 2    | 2    | 2    |

| Légende du classement mondial : | 1er | de 2 à 10 | de 11 à 30 | de 31 à 209 |

| Légende du classement africain : | 1er | de 2 à 10 | de 11 à 30 | de 31 à 56 |

### Parcours en Coupe du monde
| Année | Position      |      | Année           | Position |                        | Année | Position |
| 1930  | Non inscrite  | 1974 | Non qualifiée   | 2010     | Non qualifiée          |       |          |
| 1934  | Non inscrite  | 1978 | Non qualifiée   | 2014     | Non qualifiée          |       |          |
| 1938  | Non inscrite  | 1982 | Non qualifiée   | 2018     | 1er tour               |       |          |
| 1950  | Non inscrite  | 1986 | Non qualifiée   | 2022     | Huitième de finale     |       |          |
| 1954  | Non inscrite  | 1990 | Non inscrite    | 2026     | Éliminatoires en cours |       |          |
| 1958  | Non inscrite  | 1994 | Non qualifiée   | 2030     | À venir                |       |          |
| 1962  | Non inscrite  | 1998 | Non qualifiée   | 2034     | À venir                |       |          |
| 1966  | Non inscrite  | 2002 | Quart de finale |          |                        |       |          |
| 1970  | Non qualifiée | 2006 | Non qualifiée   |          |                        |       |          |

### Parcours en Coupe d'Afrique des nations
| Année | Position          |      | Année             | Position |                    | Année | Position |
| 1957  | Non inscrite      | 1982 | Tour préliminaire | 2006     | Demi-finale (4e)   |       |          |
| 1959  | Non inscrite      | 1984 | Tour préliminaire | 2008     | 1er tour           |       |          |
| 1962  | Non inscrite      | 1986 | 1er tour          | 2010     | Tour préliminaire  |       |          |
| 1963  | Non inscrite      | 1988 | Tour préliminaire | 2012     | 1er tour           |       |          |
| 1965  | Demi-finale (4e)  | 1990 | Demi-finale (4e)  | 2013     | Tour préliminaire  |       |          |
| 1968  | 1er tour          | 1992 | Quart de finale   | 2015     | 1er tour           |       |          |
| 1970  | Tour préliminaire | 1994 | Quart de finale   | 2017     | Quart de finale    |       |          |
| 1972  | Tour préliminaire | 1996 | Tour préliminaire | 2019     | Finaliste          |       |          |
| 1974  | Tour préliminaire | 1998 | Tour préliminaire | 2021     | Vainqueur          |       |          |
| 1976  | Tour préliminaire | 2000 | Quart de finale   | 2023     | Huitième de finale |       |          |
| 1978  | Tour préliminaire | 2002 | Finaliste         | 2025     | À venir            |       |          |
| 1980  | Tour préliminaire | 2004 | Quart de finale   | 2027     | À venir            |       |          |

### Parcours enChampionnat d'Afrique des nations de football
| Année | Position         |      | Année    | Position |           | Année | Position |
| 2009  | Demi-finale (4e) | 2016 | 1re tour | 2023     | Vainqueur |       |          |
| 2011  | 1er tour         | 2018 | 2e tour  | 2024     | Qualifié  |       |          |
| 2014  | 1re tour         | 2021 | 2e tour  |          |           |       |          |

### Coupe de l’amitié
- Vainqueur (1979, 1980, 1983, 1984, 1985, 1986, 1991, 2001)
- Finaliste (1982, 1993, 1997, 2002, 2005)

## Récompenses
- Équipes nationales de l'année (Zone Afrique) 2001, 2002, par France Football.

- Équipe nationale masculine africaine de l'année. 2007 Et 2022 Par CAF Awards

- Trophée de l’amitié 1954

## Principaux joueurs
| Joueurs les plus sélectionnés      | Joueurs les plus sélectionnés | Joueurs les plus sélectionnés | Joueurs les plus sélectionnés |
| ---------------------------------- | ----------------------------- | ----------------------------- | ----------------------------- |
| #                                  | Joueur                        | Carrière                      | Sélections                    |
| 1                                  | Idrissa Gueye                 | 2011-                         | 122                           |
| 2                                  | Sadio Mané                    | 2012-                         | 112                           |
| 3                                  | Henri Camara                  | 1999-2008                     | 98                            |
| 4                                  | Kalidou Koulibaly             | 2015-                         | 92                            |
| 5                                  | Cheikhou Kouyaté              | 2012-                         | 90                            |
| 6                                  | Tony Sylva                    | 1999-2008                     | 84                            |
| 7                                  | Ismaïla Sarr                  | 2016-                         | 72                            |
| 8                                  | Lamine Diatta                 | 2000-2008                     | 72                            |
| 9                                  | Roger Mendy                   | 1979-1995                     | 70                            |
| 9                                  | El-Hadji Diouf                | 2000-2008                     | 70                            |
| 11                                 | Moussa N'Diaye                | 1998-2006                     | 67                            |
| Meilleurs buteurs                  |                               |                               |                               |
| #                                  | Joueur                        | Carrière                      | Buts                          |
| 1                                  | Sadio Mané                    | 2012-                         | 46                            |
| 2                                  | Henri Camara                  | 1999-2008                     | 29                            |
| 3                                  | El-Hadji Diouf                | 2000-2008                     | 24                            |
| 4                                  | Mamadou Niang                 | 2002-2012                     | 20                            |
| 4                                  | Jules Bocandé                 | 1979-1993                     | 20                            |
| 6                                  | Papiss Cissé                  | 2009-2015                     | 17                            |
| 7                                  | Ismaïla Sarr                  | 2016-                         | 16                            |
| 8                                  | Moussa Sow                    | 2009-2018                     | 16                            |
| 9                                  | Mamadou Diallo                | 1990-1999                     | 15                            |
| 10                                 | Famara Diédhiou               | 2014-                         | 12                            |
| 11                                 | Moussa Konaté                 | 2012-2020                     | 12                            |
| 12                                 | Pape Malick Diop              | 2000-2004                     | 12                            |
| Dernière mise à jour : 13/06/2026. |                               |                               |                               |

| - Jules Bocandé (A) - Sarr Boubacar (A) - Bamba Diarra (A) - Abdoulaye Diallo (A) - Ibrahima Ba Eusebio (D) - Louis Gomis (M) - Mamadou Tew (D) - Roger Mendy (D) - Moussa Ndao (M) - Souleymane Sané (A) - Cheikh Seck (G) - Oumar Sène (M) - Baba Touré (M) - Thierno Youm (A) | - Khalilou Fadiga (A) - Ferdinand Coly (D) - Aliou Cissé (l) - Papa Bouba Diop (M) - Salif Diao (M) - Henri Camara (A) - Tony Sylva (G) - Omar Daf (l) - Pape Malick Diop (D) - Moussa N'Diaye (M) - Sylvain N'Diaye (M) - Habib Beye (D) - Lamine Diatta (D) - Pape Sarr (D) | - Souleymane Camara (A) - Louis Camara (A) - Mamadou Niang (A) - Sadio Mané - Souleymane Diawara (D) - El-Hadji Diouf (A) |

## Sélectionneurs
| - Raoul Diagne (début des années 1960) - Abdoulaye Thiam (1962-1963) - Luis Marciano (années 1960) - Habib Bâ (CAN 1965) - Mawade Wade (début des années 1970) - Pape Alioune Diop (années 1970) - Otto Pfister (1979-1982) - Pape Alioune Diop (1982-1986) - Claude Le Roy (1989-1992) | - Lamine Dieng (1992-1993) - Sarr Boubacar (1993-1994) - Jules Bocandé & Sarr Boubacar (1994-1995) - Karim Séga Diouf (1995-1997) - Amsata Fall (1997-1999) - Peter Schnittger (1999-2000) - Bruno Metsu (2000-2002) - Guy Stéphan (2002-2005) - Abdoulaye Sarr et Amara Traoré (2005-2006) | - Henryk Kasperczak (2006-2008) - Lamine N'Diaye (février 2008-octobre 2008) - Amsata Fall (intérim) - Amara Traoré (décembre 2009-février 2012) - Aliou Cissé et Karim Séga Diouf (intérim, février-avril 2012) - Joseph Koto (avril-octobre 2012-janvier 2013) - Alain Giresse (janvier 2013-février 2015) - Aliou Cissé (mars 2015-Octobre 2024) - Pape Thiaw (depuis octobre 2024) |